# Rumstaklök
Rumstaklök (Aichryson × aizoides) är en fetbladsväxtart som först beskrevs av Jean-Baptiste de Lamarck, och fick sitt nu gällande namn av Ernest Charles Nelson. Rumstaklök ingår i rumstaklökssläktet och familjen fetbladsväxter. Inga underarter finns listade i Catalogue of Life.